# Teddy Landrie
Teddy Landrie (* 4. März 1983) ist ein französischer Radrennfahrer aus Guadeloupe.
Während seiner Karriere gewann Landrie 2007 eine Etappe der Tour de la Martinique und 2014 eine Etappe der Tour de Guadeloupe.

## Erfolge
2007
- eine Etappe Tour de la Martinique

2014
- eine Etappe Tour de Guadeloupe